# Diego Domínguez (ator)
Diego Domínguez Llort (Saragoça, 13 de outubro de 1991) é um ator e cantor espanhol. Em 2013, obteve destaque por interpretar Diego Hernández, um dos protagonistas da segunda temporada da série Violetta, do Disney Channel América Latina.

## Vida Pessoal
Domínguez teve um relacionamento com a colega de elenco em Violetta, Clara Alonso. Os dois se conheceram através da série, e começaram a se envolver por volta de 2013. O relacionamento dos dois chegou ao fim por volta de 2018.

## Carreira
Em 2003, com apenas doze anos, iniciou sua carreira como artista se apresentando no programa da TVE1, Eurovisión Junior, chegando a ser um dos finalistas. A partir do programa, em 2004, surge o grupo musical 3+2, formado por Dominguez juntamente com María Jesús López Valderrama, Blanca Liquete Marcos, Sergio Jesús García Gil e Irune Aguirre Tens. Juntos, lançaram quatro discos, sendo o último trilha sonora de uma série infantil do canal TVE1. Em 2007, Blanca deixou o grupo, sendo substituída por Úrsula Amores, também participante do Eurojunior. No mesmo ano o grupo chegou ao fim.
Em 2009, Domínguez e María Jesús formaram a dupla Juego De Dos, lançando em 19 de março o primeiro trabalho, de título homônimo. Alguns anos depois, os dois decidiram encerrar a parceria.
Após algum tempo sem se lançar novamente, começou então a protagonizar alguns papéis em séries espanholas, começando então sua carreira como ator. Esteve nas séries de televisão do Antena 3 "Física o Química", onde interpretou Andrés, e "El secreto de Puente Viejo", onde interpretou Leandro. Também apareceu em 'Aída", do Telecinco, interpretando Kevin, e "La Pecera de Eva", interpretando Miguel. Também protagonizou um papel no curta cinematográfico "Familia". Durante essa época, Domínguez trabalhou também como modelo, e esteve em uma propaganda para marca Garnier. 

### Sucesso em Violetta
Em 2012, Domínguez foi a Buenos Aires para gravar a série argentina do Disney Channel América Latina, "Violetta", em que foi selecionado para interpretar o personagem Diego Hernández já na segunda temporada da série. O personagem era uma espécie de antagonista, que junto da vilã Ludmila (interpretada por Mercedes Lambre), armava um plano para conquistar a protagonista Violetta (interpretada por Martina Stoessel) a fim de quebrar o coração da jovem. Assim, competia pelo amor dela diretamente com León (interpretado por Jorge Blanco). Já na terceira e última temporada o ator acaba se tornando um dos protagonistas e vive um romance com a personagem Francesca (interpretada por Lodovica Comello).
A série foi um verdadeiro fenômeno internacional, tendo tido três temporadas (encerrando em 2015), das quais Domínguez participou das duas últimas. Ademais, o ator viajou pela mundo com as duas turnês Violetta en vivo (2013-2014) e Violetta Live (2015) da série, ao lado de seus colegas de elenco.

### Outros trabalhos
Depois de "Violetta", Domínguez continou atuando. No musical "Nosotros", cuja estreia foi em julho de 2014 em Buenos Aires, Argentina, deu vida a Eneko, e, no final do mesmo ano, participou da gravação de "Cien años de perdón", dirigido por Daniel Calparsoro no qual ele interpreta um atirador de elite da polícia. O filme teve seu lançamento em 2016.
Do final de março a meados de junho de 2016, participou das filmagens da série "Perdóname, Señor" em Cádiz, onde interpreta Dani. Em outubro do mesmo ano, foi confirmada sua participação no programa de dança italiano "Dance Dance Dance", produção original do Grupo Fox Networks Itália, juntamente com sua namorada na época, a atriz argentina Clara Alonso, no qual foram vencedores.
No início de 2017, protagonizou o curta-metragem "Adrián", além de dirigir e escrever o roteiro. O curta foi apresentada no Jameson Notodo FilmFest onde foi finalista. Em junho, começou a trabalhar na série diária "Derecho a soñar", no papel de Chema.
Em abril de 2018 começaram as gravações da nova websérie de ficção científica "Wake Up" , onde deu vida ao personagem Ares.
Já em 2019, Domínguez voltou à Argentina para interpretar Córdoba, um espanhol que ajuda Bruno Salvat (Albert Baró) a realizar sua vingança contra Torcuato Ferreyra (Benjamín Vicuña), na novela "Argentina, tierra de amor y venganza".

## Filmografia

### Televisão
| Ficção                 | Ficção                               | Ficção                               |
| Ano                    | Título                               | Papel                                |
| ---------------------- | ------------------------------------ | ------------------------------------ |
| 2010                   | Física o química                     | Borja                                |
| 2010                   | La pecera de Eva                     | Miguel                               |
| 2011                   | El secreto de Puente Viejo           | Leandro                              |
| 2011                   | Aída                                 | Kevin                                |
| 2013-2015              | Violetta                             | Diego Hernández                      |
| 2017                   | In The Mood                          | Iván                                 |
| 2017                   | Perdóname, Señor                     | Dani                                 |
| 2018                   | Wake Up                              | Ares                                 |
| 2018                   | Noche vieja con playa                |                                      |
| 2019                   | Derecho a soñar                      | Chema                                |
| 2019                   | Argentina, tierra de amor y venganza | Manuel Córdoba                       |
| Programas de televisão |                                      |                                      |
| Ano                    | Título                               | Notas                                |
| 2016                   | Dance Dance Dance                    | Competidor (ao lado de Clara Alonso) |
| 2018                   | Nochevieja Playz                     | Apresentador                         |

### Cinema
| Filmes         | Filmes              | Filmes                       |
| Ano            | Título              | Personagem                   |
| -------------- | ------------------- | ---------------------------- |
| 2016           | Cien años de perdón | Atirador de elite da polícia |
| Curta-metragem |                     |                              |
| 2011           | Familia             | Daniel                       |
| 2017           | Adrián              | Adrián                       |
| 2018           | Hielos, el Musical  | Telmo                        |

### Teatro
| Ano  | Obra                 | Papel |
| ---- | -------------------- | ----- |
| 2014 | Nosotros, el musical | Eneko |

## Discografia
- 2003: Eurojunior
- 2004: Girando sin parar
- 2005: Mueve el esqueleto
- 2005: Trollz: Melenas A La Moda
- 2006: Un sitio ideal

## Turnês
| Ano       | Obra             |
| --------- | ---------------- |
| 2013-2014 | Violetta en vivo |
| 2015      | Violetta Live    |

## Prêmios e indicações
| Ano  | Prêmio                        | Categoriaa                | Trabalho indicado | Resultado |
| ---- | ----------------------------- | ------------------------- | ----------------- | --------- |
| 2014 | Kids' Choice Awards Argentina | Ator coadjuvante favorito | Violetta          | Venceu    |
| 2014 | Kids' Choice Awards México    | Vilão favorito            | Violetta          | Indicado  |
| 2016 | Melty Future Awards           | Cool is everywhere        | Ele mesmo         | Venceu    |